# Cryphalus abbreviatus
Cryphalus abbreviatus is een keversoort uit de familie van de snuitkevers (Curculionidae). De wetenschappelijke naam van de soort werd voor het eerst geldig gepubliceerd in 1943 door Schedl.